# Oskava
Oskava (en allemand : Oskau) est une commune du district de Šumperk, dans la région d'Olomouc, en République tchèque. Sa population s'élevait à 1 297 habitants en 2023.

## Géographie
Oskava se trouve à 15 km au sud-est de Šumperk et à 194 km à l'est de Prague.
La commune est limitée par Sobotín au nord, par Stará Ves, Horní Město et Tvrdkov à l'est, par Šumvald au sud, et par Libina, Nový Malín et Hraběšice à l'ouest.

## Histoire
La première mention écrite de la localité date de 1344.

## Transports
Par la route, Oskava se trouve à 18 km de Rýmařov, à 21 km de Šumperk, à 42 km d'Olomouc et à 240 km de Prague.